# Novozelandski galeb
Novozelandski galeb (latinski: Chroicocephalus novaehollandiae scopulinus), poznat i kao tarāpunga, porijeklom je s Novog Zelanda, a nalazi se u cijeloj zemlji i na udaljenim otocima uključujući otočje Chatham i subantarktičke otoke. Ranije se smatrao zasebnom vrstom, ali sada se obično tretira kao podvrsta australskog galeba (Chroicocephalus novaehollandiae).
Maorsko ime ove vrste je tarāpunga ili akiaki. Njegovo narodno ime ponekad se koristi i za mageljanskog galeba, donekle sličnog izgleda, ali nepovezanu vrstu koja se nalazi u obalnom južnom Čileu, Argentini i Falklandskim otocima. Kao što je slučaj s mnogim galebovima, novozelandski galeb se tradicionalno svrstavao u rod Larus.
Nacionalno istraživanje rasplodnih novozelandskih galebova provedeno od 2014. do 2016. zabilježilo je 27.831 parova koji su se gnijezdili na Novom Zelandu. Autori studije koja se temelji na istraživanju i objavljena 2018. rekli su da je točnost prethodnih procjena upitna, ali da se ipak čini da je vrsta opala na nacionalnoj razini od sredine 1960-ih. Studija je također govorila o mogućim razlozima pada te je dala prijedlog budućeg praćenja.

## Opis
Novozelandski galeb je prilično mali galeb s potpuno crvenim kljunom, crvenim okom, crvenim nogama i stopalima, blijedo sivim krilima s crnim vrhovima krila. Ostatak tijela i rep su bijeli. Praktično nema vizualne razlike između muških i ženskih ptica. Mladi galebovi imaju tamnosmeđi kljun sa naznakama crvene, zbog čega ih je teško za razlikovati od crnokljunog galeba. Noge su također smeđe, a na sivim krilima nalaze se smeđe mrlje.

## Rasprostranjenost
To je najmanji galeb koji se obično viđa na Novom Zelandu. Populacija se procjenjuje na 500.000.  Ranije se smatrao posebnom vrstom, ali se zbog izgleda slično australskom galebu, koji živi u Australiji, danas smatra njegovom podvrstom.

## Ponašanje
Po ponašanju, novozelandski galeb je tipičan galeb. Agresivan je strvinar i kleptoparazit. Od naseljavanja Europljana njihov se broj povećao, osobito oko obalnih mjesta i gradova gdje može sakupljati otpad iz gradskog otpada. Inače se hrani sitnom ribom, školjkama i crvima (s pašnjaka), a ponekad i bobicama, gušterima i kukcima.

## Životni ciklus
Gnijezde se od listopada do prosinca u kolonijama na obali, na otocima ili stjenovitim rtovima, liticama i plažama. Ptice stvaraju veze koji traju kroz više godišnjih doba, ali postoji određena količina kopulacije izvan para. Udvaranje hranjenjem je važan dio pripreme za parenje. Gnijezda su dobro oblikovana i mogu biti izgrađena od morskih algi, trava, lišća i ledenih biljaka. Općenito se polažu dva do tri jaja, boja im se kreće od smeđe do sive sa svijetlosmeđim i tamnosmeđim pjegama po cijelom dijelu. Ptica općenito živi do 12 godina, iako su pronađeni pojedinci koji žive i do 30 godina.

## Galerija slika
- Glava i vrat
- Odrasla ptica s ptićem
- U letu
- Slijetanje
- U plićaku
- Galeb druge zime, prve zime i odrasla ptica (prve 3, od naprijed)
- Mlada ptica se kupa, Picton, Novi Zeland
- Jaja
- Usporedba odraslog (lijevo) i spolno nezrelog (desno) novozelandskog galeba u letu
- Morska kolonija u Kaikōuri
- Fotografija novozelandskog galeba iz 2021.

## Vanjske poveznice
- Red-billed Gull, New Zealand Birds Online